# امزو (سيدي أحمد أو عمرو)
امزو هي إحدى مشيخات المملكة المغربية، تتبع جغرافيا لإقليم تارودانت وإداريًا لسيدي أحمد أو عمرو. يقدر عدد سكانها بـ 6992 نسمة حسب الإحصاء الرسمي للسكان والسكنى لسنة 2004.